# Féltorony
Féltorony (németül Halbturn) község Ausztriában, Burgenland tartományban, a Nezsideri járásban.

## Fekvése
Nezsidertől 14 kilométerre délkeletre, a magyar határ mellett fekszik.

## Nevének eredete
Nevét félbehagyott tornyú templomáról, de lehet, hogy öreg kastélyának ledőlt tornyáról kapta.

## Története
1466-ban említik, majd 1487-ben "Felthoron", 1493-ban pedig "Holbenthurm" néven szerepel. Egyes vélemények (Györffy) szerint eredeti neve Tördemic volt ez pedig szláv személynévből Tvrdomest(ice) származott. Egykor Óvár várának birtoka. Régi temploma 1500-ban már állt. A falut 1529-ben és 1683-ban a török pusztította el. A 16. században lakói protestánsok lettek, katolikus egyházát csak 1768-ban alapították újra. 1711-ben gróf Anton Harrach vadászkastélyt épített ide, mely Mária Terézia uralkodása alatt a császári család nyári rezidenciája lett. III. Károly király kedvelt mulatóhelye volt, itt betegedett meg halálosan 1740-ben. Mária Terézia később kedvenc leányának, Mária Krisztina főhercegnőnek és férjének Albert Kázmér szász–tescheni hercegnek adta, aki a kastélyban helyezte el az Albertina múzeum grafikai gyűjteményét. 1960-ban tulajdonosai szőlészettel és borászattal kezdtek foglalkozni. Ma a kastély kulturális központ.
A falu mai templomát 1714-ben építették, anyakönyveit 1724-től vezetik.
Vályi András szerint "FÉLTORONY. Halbturn. Mező Város Moson Vármegyében, földes Aszszonya Felséges Királyi Fő Hertzeg Aszszony Krisztina, lakosai katolikusok, fekszik a’ Mosoni Nagy Tótól nem meszsze, ’s a’ földes Uraságnak szép kastéllyával, e’ pedig Királyi házi bútoriával díszesíttetik. A’ mellette lévő vadas kert ugyan nem nagy, de szép, és külömbféle vadakkal gazdag. Határja jó termékenységű, de szoross."
Fényes Elek szerint "Féltorony, Halbthurn, Hemipirgum, csinos német falu, Mosony vmegyében, egy felemelkedett kies dombon, fáczányos kertekkel körülvéve, két rövid órányira a Fertő tavától, 1260 kath. 2 ágostai lakossal. Kath. paroch. szentegyház. Diszére szolgál az urasági várkastély, mellyet főkép III. Károly mindennemü épületekkel, s gyönyörü kertekkel felékesitett, s maga is gyakran itt mulatozott, miglen magát ugyancsak itt vadászaton meghültvén 1740 october 12-kén halálosan megbetegedett. A Fertőre való kilátás a várkastélyból felette regényes. Erdeje ékessége az egész környéknek. Szőlőhegye 1067 kapás. Legelője olly tágas, hogy az uraság több ezerekre menő birkanyájain kivül, a lakosok is sok marhát tartanak. 99 harmadrendü telek után 55 telkes gazda bir 1551 második, 1443 hold harmadik, 284 hold negyedik osztálybeli szántóföldet, és 212 embervágó rétet. F. u. Károly főherczeg örök., s a helységhez tartoznak még Farkaskut, és Wittmanshof puszták is."
1910-ben 2460, többségben német lakosa volt, jelentős magyar kisebbséggel. A trianoni békeszerződésig Moson vármegye Nezsideri járásához tartozott.

## Népessége
| 2016 | 1 882 |
| 2018 | 1 901 |

## Nevezetességei
- Harrach-kastély: a lerombolt vadászkastély helyén 1711-ben épült Johann Lukas von Hildebrandt tervei szerint későbarokk (más néven copf, vagy klasszicizáló későbarokk) stílusban. A kastély a barokk világi építészet egyik kiemelkedő alkotása. Mária Terézia a Habsburg–Lotaringiai család magánrezidenciájává tette. 1949-ben leégett, csak a középső terem maradt sértetlen, melyet helyreállítottak. 2008-as haláláig Paul Waldbott-Bassenheim bárónak, a császári család egyik leszármazottjának magánbirtoka volt. Tőle az unokaöccse örökölte. A kastély a nyilvánosság előtt is nyitva áll, kiállításokat, koncerteket tartanak benne, egy része pedig múzeumként szolgál. A volt gazdasági udvarból nyíló barátok pincéje vendéglátóhelyként működik. Ugyanitt panzió is található.
- A kastély mennyezetfreskóját Maulbertsch festette 1765-ben.
- Szent József templom (római katolikus) 1714-ben épült barokk stílusban, a kastélyparkot szegélyezi.

## Híres emberek
Itt született 1887. december 9-én Grősz József kalocsai érsek.

## Galéria
|  |  |  |  |
|  |  |  |  |